# Leften Stavros Stavrianos
Leften Stavros Stavrianos, född 1913 i Vancouver i Kanada och bördig från en grekisk familj, död den 23 mars 2004 i La Jolla i Kalifornien i USA, var en grekisk-kanadensisk historiker.
Stavrianos var specialiserad på Balkans historia. Han undervisade i 18 år vid University of California, San Diego. Han var professor i historia vid Northwestern University i USA i över 30 år.

### Fotnoter
1. ↑  Korean Authority File, KRNLK-ID: KAC2018O1925.[källa från Wikidata]
2. ↑  CONOR.SR, CONOR.SR.ID: 18059879.[källa från Wikidata]
3. 1 2 3 4 5 6 7  läs online, ucsdnews.ucsd.edu .[källa från Wikidata]
4. ↑  SNAC, SNAC Ark-ID: w6sx78r3, läs online, läst: 9 oktober 2017.[källa från Wikidata]
5. ↑  Freebase Data Dumps, Google.[källa från Wikidata]
6. ↑  Guggenheim fellow-ID: leften-stavros-stavrianos.[källa från Wikidata]
7. ↑  Quill, Patricia (2004). In Memoriam: Professor Leften Stavros Stavrianos. University of California, San Diego.